# ロレット郡 (ノースダコタ州)
ロレット郡（英: Rolette County）は、アメリカ合衆国ノースダコタ州の北部に位置する郡である。2010年国勢調査での人口は13,937人であり、2000年の13,674人から1.9％増加した。郡庁所在地はローラ市（人口1,280人）であり、同郡で人口最大の町は国勢調査指定地域のベルコート（人口2,078人）である。国際平和庭園が郡北西隅、カナダとの国境沿いにある。

## 歴史
ロレット郡は1872年から1873年にダコタ準州議会が創設し、郡名は毛皮交易業者でペンビナ出身の政治家ジョゼフ・ロレット・ジュニアに因んで名付けられた。郡政府は1884年10月14日に初めて組織化され、郡庁所在地は1884年から1885年までダンセイス、1885年から1889年セントジョンにあったが、その後は一貫してローラ市にある。

## 地理
アメリカ合衆国国勢調査局に拠れば、郡域全面積は939平方マイル (2,432 km2)であり、このうち陸地は902平方マイル (2,336 km2)、水域は37平方マイル (96 km2)で水域率は3.93％である。

### 主要高規格道路
- アメリカ国道281号線
- ノースダコタ州道3号線
- ノースダコタ州道30号線
- ノースダコタ州道663号線
- ノースダコタ州道43号線
- ノースダコタ州道89号線
- ノースダコタ州道5号線

### 隣接する郡
- カナダ、マニトバ州モートン - 北
- カナダ、マニトバ州タートルマウンテン - 北
- タウナー郡 - 東
- ピアース郡 - 南
- ボッティンオー郡 - 西

### 国立保護地域
- ローズ湖国立野生生物保護区（部分）
- ラブ湖国立野生生物保護区
- スクールセクション湖国立野生生物保護区（部分）
- ウィロウ湖国立野生生物保護区

## 人口動態
以下は2000年の国勢調査による人口統計データである。
| 基礎データ - 人口: 13,674人 - 世帯数: 4,556 世帯 - 家族数: 3,366 家族 - 人口密度: 6人/km2（15人/mi2） - 住居数: 5,027軒 - 住居密度: 2軒/km2（6軒/mi2） 人種別人口構成 - 白人: 25.12% - アフリカン・アメリカン: 0.07% - ネイティブ・アメリカン: 73.01% - アジア人: 0.07% - その他の人種: 0.12% - 混血: 1.61% - ヒスパニック・ラテン系: 0.80% 先祖による構成 - ノルウェー系：9.3％ - ドイツ系：7.4％ 言語による構成 - 英語：94.6％ - オジブワ語：1.3％ - ミチフ語：1.0％ - クリー語：1.0％ | 年齢別人口構成 - 18歳未満: 36.5% - 18-24歳: 9.5% - 25-44歳: 25.8% - 45-64歳: 18.5% - 65歳以上: 9.7% - 年齢の中央値:29歳 - 性比（女性100人あたり男性の人口） - 総人口: 97.2 - 18歳以上: 91.9 世帯と家族（対世帯数） - 18歳未満の子供がいる: 43.8% - 結婚・同居している夫婦: 44.0% - 未婚・離婚・死別女性が世帯主: 22.7% - 非家族世帯: 26.1% - 単身世帯: 22.6% - 65歳以上の老人1人暮らし: 9.5% - 平均構成人数 - 世帯: 2.97人 - 家族: 3.45人 収入と家計 - 収入の中央値 - 世帯: 26,232米ドル - 家族: 29,744米ドル - 性別 - 男性: 24,288米ドル - 女性: 20,383米ドル - 人口1人あたり収入: 10,873米ドル - 貧困線以下 - 対人口: 31.0% - 対家族数: 28.0% - 18歳未満: 39.2% - 65歳以上: 19.6% |

## 都市と町

### 都市
- ダンセイス
- マイロー
- ロレット
- ローラ - 郡庁所在地
- セントジョン

注: ノースダコタ州の法人化された自治体は、その大きさに拠らず全て「市」になる

### 国勢調査指定地域
- ベルコート、郡内最大の町、州法の下ではなくチッペワ族インディアンのタートルマウンテン・バンドが運営している
- イーストダンセイス
- シェルバレー

### その他の町
- アゲイト
- カーペンター

### 郡区
- バクスター
- ベルコート
- ホームズ
- コールマイアー
- メアリービル
- サンヘイブン
- シェルバレー
- サウスバレー

## 大統領選挙
インディアンが人口の大半を占める多くの郡と同様に、ロレット郡は昔から民主党を支持しているが、ノースダコタ州内の他の郡よりも一貫性が高い。1928年以降で、ロレット郡を制した唯一の共和党は1952年のドワイト・アイゼンハワーだった。1972年にジョージ・マクガバンを支持したことでは州内唯一の郡であり、さらに1980年にジミー・カーターを支持したことでも唯一だった。最近4回の大統領選挙では、民主党候補が常に得票数の60％以上を獲得してきた。